# 핀란드 경찰총수

경찰총수 견장.

경찰총수(핀란드어: Poliisiylijohtaja 폴리시윌리요흐타야[*])는 핀란드 경찰의 최선임자 보직이며 계급이다. 1973년 3월 1일 이전에는 총경찰국장(핀란드어: ylipoliisipäällikkö 윌리폴리시팰리쾨[*])라는 직함을 사용했다.
경찰총수를 비롯한 핀란드 고위경찰관료들은 많은 경우 법학을 공부하여 법학석사 등 법률가 자격을 겸한다.

## 역대 경찰총수
- 에스코 헤일리모: 1926년 3월 20일-1934년 4월 27일
- 마르티 코스키미에스 1934년 4월 27일-1946년 12월 21일
- 에리크 가브리엘손 1946년 1월 1일-1947년 1월 31일
- 우르호 키우카스 1947년 8월 29일-1957년 7월 16일
- 퍌라르 야르바 1957년 8월 12일-1973년 3월 1일
- 에르키 코르호넨 1973년 3월 1일-1982년 12월 18일
- 올리 우르포넨 1983년 2월 1일-1997년 12월 31일
- 레이요 나울라패 1998년 1월 1일-2004년 12월 31일
- 마르쿠 살미넨 2005년 1월 1일-2008년 8월 15일
- 미코 파테로 2008년 8월 16일-2015년 7월 31일
- 세포 콜레흐마이넨 2015년 8월 1일-현재[2]